# Stora Skärgöl
Stora Skärgöl är en sjö i Uppvidinge kommun i Småland och ingår i Mörrumsåns huvudavrinningsområde.